# Albert Grisar
Albert Grisar (Anvers, Bèlgica 25 de desembre de 1808 – Asnières-sur-Seine, Alts del Sena, 15 de juny de 1869) fou un compositor belga del Romanticisme.
Estudià a París amb Reicha i a Itàlia amb Mercadante, donant al teatre un gran nombre d'òperes còmiques, quasi totes estrenades amb èxit a París, i entre les quals cal mencionar: 
- L'an 1000 (1837);
- Sarah;
- La Suisse à Trianon (1838);
- Lady Melvil, amb col·laboració amb Flotow (1838);
- L'eau mervelleuse, també amb Flotow (1838);
- L'Opéra à la cour, amb Boïeldieu;
- Gilles ravisseur (1848);
- Monsieur Pantalon (1851);
- Le carrilloneur de Bruges (1852);
- Le chien du jardiner (1855). A més, deixà nombroses romances i melodies vocals.